# ジョン・ズールスドルフ
ジョン・トッド・ズールスドルフ (John Todd Zuhlsdorf, 1959年10月28日 - ) 別名 Z神父 (Father Z) は、アメリカ人の聖伝主義のカトリック司祭であり、そのブログ活動によって知られている。 Velletri-Segni 司教区で司祭に登録され、2014年から2021年にかけてマディソン司教区に住みかつ働いた。現在は毎日のトリエント・ミサを放送し、聖伝カトリックの視点から事件や人物などについてコメントしている。

## 経歴
ズールスドルフは1959年に米国ミネソタ州ミネアポリスにて生まれた、ミネソタ大学にて古典語と演劇を学んだ。かつてはルター派所属だったが、カトリックへの回心はラジオで聖なるポリフォニーを耳にしたことから始まったと述懐している。1991年5月26日には、教皇ヨハネ・パウロ2世により司祭に叙階された。
叙階後、ズールスドルフはPatristic Institute Augustinianum に通い、Licentiate of Sacred Theology を授与された。
後に、ズールスドルフはカトリック聖伝主義の新聞であるThe Wandererに週刊連載を持つコラムニストとなり、EWTNやFoxニュースに登場するようになった。 2011年以来、英国の Catholic Heraldに週刊コラムの連載を持っている。ズールスドルフはブログFr. Z's Blog（Z神父のブログ） (旧題: What Does the Prayer Really Say? ) で最もよく知られており、彼はそこでカトリックの聖伝や最近のカトリック教会で起きた事件などについてコメントし、第2バチカン公会議以降の新しいミサ形式と、1962年の（第2バチカン公会議以前の）トリエント・ミサの形式という、ローマ・カトリックのミサ典礼として公認されている両方の形式を敬虔に与ることと、改悛の秘跡の発展を提唱している。英国の雑誌 New Statesmanのブログである "The Staggers" は、ズールスドルフのブログを「世界のクリスチャンブログ TOP10」にランクインさせた。
2017年9月、Catholic University of America 構内にあるが独立した神学校である Theological College で当初予定されていた James J. Martin の講演について、ズールスドルフが 「神学校は同性愛活動家を講演者に呼ぶべきだろうか ("Should a seminary headline a homosexualist activist as a speaker?")」と題した記事を投稿したのち、Martin はオンライン上での批判の対象となった。投稿の公開から2日後、当該 Theological College は Martin の招待を撤回した。これに際し、The Catholic University of America は招待撤回の決定を非難する声明を発表した。
2021年1月、ズールスドルフは、2021年米国選挙人団の投票集計 (2021 United States Electoral College vote count) の参加者に対してライブストリーミングで悪魔祓いを執行したことを巡り、公の論争に巻き込まれた。ズールスドルフはマディソン司教区の司教である Donald J. Hying司教から、当該選挙に関連することについて悪魔祓いを執行する許可を受けていたと主張した。しかし Hying 司教はこの主張に対して反論し、司教はズールスドルフに対して, あくまでもCOVID-19 パンデミックに対して悪魔祓いを執行することを許可したものであって、政治活動に対してではないと主張した。
2021年1月16日、マディソン司教区は、ズールスドルフが当該司教区での宣教職を離れ、まだ名前のない新しい場所に移転することで双方合意に達したと発表した。 ズールスドルフはブログを書き続けるつもりであるとのことである。ちなみに、教会法によれば、彼は自身の管轄区域での司牧を始める前に、他の司教からの認可を得る必要がある。
ズールスドルフはウィスコンシン州マディソンのトリエント・ミサ協会の会長でもある。

## 参照
1. 1 2  “Paul Augustin Card. Mayer, OSB - 100 years - R.I.P.” (英語). Fr. Z's Blog (2011年5月23日). 2022年12月6日閲覧。
2. ↑  Winters (2021年1月12日). “Links: Moral relativism after Capitol coup, liturgical law, and a rogue priest”. Distinctly Catholic.  National Catholic Reporter. 2021年2月8日閲覧。
3. ↑  Stewart, Phil (2007年7月7日). “Pope revives old Latin mass, sparks Jewish concern”. Reuters 2010年12月23日閲覧。
4. ↑  Rarey (2012年11月2日). “Pilgrims arrive in Rome to celebrate Latin Mass permission”. 2023年5月21日閲覧。
5. ↑  [1]
6. ↑  Emanuelle Degli Esposti (2011年6月10日). “Top Ten Christian Blogs”. "The Staggers" rolling blog.  New Statesman. 2011年7月20日閲覧。
7. ↑  Zuhlsdorf (2017年9月13日). “Should a seminary headline a homosexualist activist as a speaker?”. Fr. Z's Blog. 2018年2月2日閲覧。
8. ↑  Joe Bernstein (2018年2月1日). “Meet the Blogger Priest Firing Red Pills At the Vatican”. Buzzfeed News. 2018年2月2日閲覧。
9. ↑  “University Statement on Father James Martin, S.J. Invitation”.   Catholic University Public Relations Office (2017年9月16日). 2019年9月7日閲覧。
10. ↑  “How Catholic Leaders Helped Give Rise to Violence at the U.S. Capitol” (英語). America Magazine (2021年1月12日). 2023年5月28日閲覧。
11. ↑  Lamb, Christopher (2021年1月8日). “Priest performed US 'election exorcisms'”. The Tablet 2021年1月12日閲覧。
12. ↑  White, Christopher (2021年1月16日). “Controversial traditionalist Fr. Zuhlsdorf to leave Madison Diocese” (英語). National Catholic Reporter 2021年1月16日閲覧。
13. ↑  Lamb, Christopher (2021年1月17日). “Election 'exorcist' priest leaves diocese” (英語). The Tablet 2021年1月17日閲覧。
14. ↑  Rickert, Chris (2021年1月25日). “Priest who conducted elections-related exorcisms leaves Madison Diocese” (英語). Wisconsin State Journal 2021年1月26日閲覧。
15. ↑  “Father John Zuhlsdorf, new President of the Tridentine Mass Society of Madison, to Celebrate Traditional Mass at Holy Redeemer Church Nov 25”. Laetificat (2012年11月18日). 2014年8月4日閲覧。